# Attila Egerházi
Attila Egerházi (* 13. Oktober 1964 in Budapest) ist ein ungarischer Balletttänzer und Choreograph.
Egeházi studierte von 1980 bis 1986 in Budapest Ballett und modernen Tanz in Budapest. Er setzte seine Ausbildung in Wien, Stuttgart und Paris fort und schloss 1997 eine Ausbildung als Ballettpädagoge an der Ungarischen Tanzakademie (Magyar Táncmüvészeti Egyetem) ab. Seine Lehrer waren Endre Jeszenszky, Armbgard van Bardelleben, Matt Mattox, Milton Meyers, Joe Alegado und Sonia Mota.
Als Tänzer war er am Vienna Dance Laboratory (1986–89) und beim Ungarischen Nationalballett (1989–2000) aktiv. Seit 1995 ist er Gastdozent am Dance Centre Prague sowie Choreograph und künstlerischer Berater des Ballet Prague Junior. Von 1998 bis 2000 unterrichtete er modernen Tanz an der Ungarischen Tanzakademie.
1998 gründete er das Choreographische Studio des Ungarischen Nationalballetts, das er bis 2001 leitete. Danach leitete er das Ballett in Pécs (bis 2003) und in Debrecen (bis 2006). 2006 gründete er das Hungarian Ballett Theatre, dessen Leiter er bis 2009 war. Von 2009 bis 2016 war er Ballettdirektor der South Bohemian Theatre’s Ballet Company. Für die Choreographie des Balletts About Kafka erhielt er 2015 den Czech Dance Association's Award.

## Weblink
- Homepage von Attila Egerházi